# Misnal Airport
Misnal Airport är en flygplats i Chile.   Den ligger i provinsen Provincia de El Loa och regionen Región de Antofagasta, i den norra delen av landet, 1 100 km norr om huvudstaden Santiago de Chile. Misnal Airport ligger 2 305 meter över havet.
Terrängen runt Misnal Airport är huvudsakligen platt, men söderut är den kuperad. Terrängen runt Misnal Airport sluttar norrut. Trakten runt Misnal Airport är nära nog obefolkad, med mindre än två invånare per kvadratkilometer.. Det finns inga samhällen i närheten.
Trakten runt Misnal Airport är ofruktbar med lite eller ingen växtlighet.